# Kuusisaari (ö i Norra Österbotten, Brahestad)
Kuusisaari är en ö i Finland. Den ligger i Bottenviken och i kommunen Brahestad i den ekonomiska regionen  Brahestads ekonomiska region i landskapet Norra Österbotten, i den norra delen av landet. Ön ligger omkring 53 kilometer sydväst om Uleåborg och omkring 500 kilometer norr om Helsingfors.
Öns area är 1,9 hektar och dess största längd är 320 meter i sydväst-nordöstlig riktning. I omgivningarna runt Kuusisaari växer i huvudsak blandskog.